# Tưởng Khâm
Tưởng Khâm (giản thể: 蒋钦; phồn thể: 蔣欽; bính âm: Jiǎng Qīn, ?- 220), tự Công Dịch, người Thọ Xuân, Cửu Giang , tướng lĩnh, công thần khai quốc nước Ngô thời Tam Quốc.

## Sự nghiệp
Khâm bắt đầu đi theo Tôn Sách vào lúc ông ta đến nương nhờ Viên Thuật. Ông theo Tôn Sách quay về Giang Đông, làm Biệt bộ tư mã. Khâm trước sau tham gia bình định 4 quận Đan Dương, Ngô Quận, Cối Kê và Dự Chương, từng đảm nhiệm Cát Dương úy và huyện trưởng của 3 huyện. Về sau ông lĩnh binh đánh dẹp sơn tặc, được thăng làm Tây bộ đô úy.
Lã Cáp, Tần Lang nổi dậy ở Cối Kê, Khâm đem quân đánh dẹp, bắt bọn Cáp, Lang, bình định 5 huyện, được thăng làm Thảo Việt trung lang tướng. Sau đó lại cùng Hạ Tề đánh dẹp giặc Y.
Năm 215, Tôn Quyền chinh thảo Hợp Phì, bị tướng Ngụy là Trương Liêu tập kích ở Tân Bắc, Khâm cùng bọn Cam Ninh, Lăng Thống, Lữ Mông hăng hái chiến đấu, Quyền mới rút lui an toàn. Sau trận này, được thăng làm Đãng khấu tướng quân, lĩnh Nhu Tu đốc. Về sau chuyển nhiệm làm Hữu hộ quân, Điển lĩnh từ tụng.
Năm 219, Tôn Quyền đánh lén Quan Vũ, Khâm lĩnh thủy quân tiến vào sông Miện Thủy. Trên đường về thì bệnh mất.

## Đánh giá
Khâm làm người kiệm ước, mẹ ông chỉ dùng màn mỏng và đồ vải, áo quần của vợ con cũng là các thứ vải thông thường. Tôn Quyền thấy vậy, đặc biệt ban cho mẹ ông vải bông và màn dày, cho vợ con của ông các thứ gấm vóc để may áo quần.
Quyền từng khuyên nhủ Tưởng Khâm và Lã Mông cần phải học tập để hoàn bị bản thân, về sau cả hai người đều trở thành danh tướng văn võ kiêm toàn.

## Con trai
- Tưởng Nhất [2] được phong Tuyên Thành hầu, từng tham gia trận Di Lăng.
- Tưởng Hưu, được nối chức của anh, về sau có tội nên bị tước binh quyền.